# Uruguay i olympiska sommarspelen 2012
Uruguay, genom COU - Comité Olímpico Uruguayo (Uruguays Olympiska Kommitté), deltog i de trettionde, XXX, olympiska sommarspelen i London 2012. Ingen av landets deltagare erövrade någon medalj.
Förklaring
- Fet stil - idrottaren/laget är uttagen/uttagna av Uruguays Olympiska Kommitté.
- Vanlig stil - idrottaren/laget har erhållit en individuell kvotplats.
- Kursiv stil - en kvotplats har tilldelats Uruguays Olympiska Kommitté.

## Cykel
Herrar
| Atlet      | Gren      | Tid | Rank |
| ---------- | --------- | --- | ---- |
| Jorge Soto | Linjelopp | DNF | DNF  |

## Fotboll
Herrar
- U23-landslag 1 lag med 18 spelare[2]

Uruguays U20-herrlandslag i fotboll kvalificerade sig genom att sluta som silvermedaljör i Sydamerikanska U20-mästerskapet 2011.
Spelartrupp
Förbundskapten: Óscar Tabárez
| Nr | Pos. | Namn                   | Födelsedatum (ålder)     | Matcher | Mål |           | Klubb             |
| -- | ---- | ---------------------- | ------------------------ | ------- | --- | --------- | ----------------- |
| 1  | MV   | Martín Campaña         | 29 maj 1989 (23 år)      | 3       | 0   | Uruguay   | Cerro Largo       |
| 2  | F    | Ramón Arias            | 27 juli 1992 (19 år)     | 3       | 0   | Uruguay   | Defensor Sporting |
| 3  | F    | Diego Polenta          | 6 februari 1992 (20 år)  | 1       | 0   | Italien   | Genoa             |
| 4  | F    | Sebastián Coates       | 7 oktober 1990 (21 år)   | 2       | 0   | England   | Liverpool         |
| 5  | F    | Emiliano Albín         | 24 januari 1989 (23 år)  | 3       | 0   | Uruguay   | Peñarol           |
| 6  | F    | Alexis Rolín           | 7 februari 1989 (23 år)  | 3       | 0   | Uruguay   | Nacional          |
| 7  | A    | Edinson Cavani*        | 14 februari 1987 (25 år) | 2       | 3   | Italien   | Napoli            |
| 8  | MF   | Maximiliano Calzada    | 21 april 1990 (22 år)    | 3       | 0   | Uruguay   | Nacional          |
| 9  | A    | Luis Suarez*           | 24 januari 1987 (25 år)  | 2       | 3   | England   | Liverpool         |
| 10 | MF   | Gastón Ramírez         | 2 december 1990 (21 år)  | 2       | 1   | Italien   | Bologna           |
| 11 | A    | Abel Hernández         | 8 augusti 1990 (21 år)   | 2       | 1   | Italien   | Palermo           |
| 12 | A    | Jonathan Urretaviscaya | 19 mars 1990 (22 år)     | 2       | 0   | Portugal  | Benfica           |
| 13 | F    | Matías Aguirregaray    | 1 april 1989 (23 år)     | 2       | 0   | Italien   | Palermo           |
| 14 | MF   | Nicolás Lodeiro        | 21 mars 1989 (23 år)     | 2       | 0   | Brasilien | Botafogo          |
| 15 | MF   | Diego Martín Rodríguez | 4 september 1989 (22 år) | 3       | 0   | Uruguay   | Defensor Sporting |
| 16 | MF   | Tabaré Viudez          | 8 september 1989 (22 år) | 3       | 0   | Uruguay   | Nacional          |
| 17 | MF   | Egidio Arévalo Ríos*   | 1 januari 1982 (30 år)   | 2       | 0   | Italien   | Palermo           |
| 18 | MV   | Leandro Gelpi          | 27 februari 1991 (21 år) | 0       | 0   | Uruguay   | Peñarol           |

Gruppspel
| Nr | Lag                   | S | V | O | F | GM | IM | MS | P |
| -- | --------------------- | - | - | - | - | -- | -- | -- | - |
| 1  | Storbritannien        | 3 | 2 | 1 | 0 | 5  | 2  | +3 | 7 |
| 2  | Senegal               | 3 | 1 | 2 | 0 | 4  | 2  | +2 | 5 |
| 3  | Uruguay               | 3 | 1 | 0 | 2 | 2  | 4  | −2 | 3 |
| 4  | Förenade arabemiraten | 3 | 0 | 1 | 2 | 3  | 6  | −3 | 1 |

| 4 | 26 juli, 17:00 | Förenade arabemiraten U23 | 1 – 2 | Uruguay U23 | Old Trafford, Manchester |  |
|   |                |                           |       |             |                          |  |
|   |                |                           |       |             |                          |  |
|   |                |                           |       |             |                          |  |

| 13 | 29 juli, 17:00 | Senegal U23 | 2 – 0 | Uruguay U23 | Wembley Stadium, London |  |
|    |                |             |       |             |                         |  |
|    |                |             |       |             |                         |  |
|    |                |             |       |             |                         |  |

| 24 | 1 augusti, 19:45 | Storbritannien U23 | 1 – 0 | Uruguay U23 | Millennium Stadium, Cardiff |  |
|    |                  |                    |       |             |                             |  |
|    |                  |                    |       |             |                             |  |
|    |                  |                    |       |             |                             |  |

## Friidrott
Uruguayanska friidrottare har uppnått de kvalgränser som det internationella friidrottsförbundet har satt upp. Varje land får ställa upp med tre deltagare, som alla måste uppnått A-standard, i varje gren. Om man bara har idrottare som uppnår B-standarden så är gränsen en deltagare per gren.
Tre (eller fler) idrottare uppnådde A-standarden
- Ingen gren

Två idrottare uppnådde A-standarden
- Ingen gren

En idrottare uppnådde A-standarden
Herrar
- kvalplats (400 m hinder, herrar)

En (eller fler) idrottare uppnådde B-standarden
- Ingen gren

Förkortningar
- Notera – Placeringar gäller endast den tävlandes eget heat
- Q = Kvalificerade sig till nästa omgång via placering
- q = Kvalificerade sig på tid eller, i fältgrenarna, på placering utan att ha nått kvalgränsen
- NR = Nationellt rekord
- N/A = Omgången inte möjlig i grenen
- Bye = Idrottaren behövde inte delta i omgången

Herrar
Bana och väg
| Idrottare    | Gren       | Heat     | Heat      | Semifinal        | Semifinal        | Final            | Final            |
| Idrottare    | Gren       | Resultat | Placering | Resultat         | Placering        | Resultat         | Placering        |
| ------------ | ---------- | -------- | --------- | ---------------- | ---------------- | ---------------- | ---------------- |
| Andrés Silva | 400 m häck | 53.38    | 8         | Gick inte vidare | Gick inte vidare | Gick inte vidare | Gick inte vidare |

Damer
Bana och väg
| Idrottare         | Gren       | Heat     | Heat      | Semifinal        | Semifinal        | Final            | Final            |
| Idrottare         | Gren       | Resultat | Placering | Resultat         | Placering        | Resultat         | Placering        |
| ----------------- | ---------- | -------- | --------- | ---------------- | ---------------- | ---------------- | ---------------- |
| Déborah Rodríguez | 400 m häck | 57.04 NR | 7         | Gick inte vidare | Gick inte vidare | Gick inte vidare | Gick inte vidare |

## Judo
Herrar
| Idrottare   | Gren                | 32-delsfinal               | Sextondelsfinal      | Åttondelsfinal       | Kvartsfinal          | Semifinal            | Återkval             | Bronsmatch           | Final                | Final     |
| Idrottare   | Gren                | Motståndare Resultat       | Motståndare Resultat | Motståndare Resultat | Motståndare Resultat | Motståndare Resultat | Motståndare Resultat | Motståndare Resultat | Motståndare Resultat | Placering |
| ----------- | ------------------- | -------------------------- | -------------------- | -------------------- | -------------------- | -------------------- | -------------------- | -------------------- | -------------------- | --------- |
| Juan Romero | Mellanvikt (-90 kg) | Song D-n (KOR) L 0000–1001 | Gick inte vidare     | Gick inte vidare     | Gick inte vidare     | Gick inte vidare     | Gick inte vidare     | Gick inte vidare     | Gick inte vidare     |           |

## Rodd
Herrar
| Idrottare                         | Gren                    | Heat    | Heat      | Återkval | Återkval  | Semifinal | Semifinal | Final   | Final     | Final |
| Idrottare                         | Gren                    | Tid     | Placering | Tid      | Placering | Tid       | Placering | Tid     | Placering |       |
| --------------------------------- | ----------------------- | ------- | --------- | -------- | --------- | --------- | --------- | ------- | --------- | ----- |
| Rodolfo Collazo Emiliano Dumestre | Lättvikts-dubbelsculler | 6:58,63 | 4 R       | 6:51,67  | 5 SC/D    | 7:11,20   | 3 FC      | 6:51,94 | 16        |       |

## Segling
Herrar
| Seglare          | Gren  | Lopp | Lopp | Lopp | Lopp | Lopp | Lopp | Lopp | Lopp | Lopp | Lopp | Lopp | Summerad poäng | Finalplacering |
| Seglare          | Gren  | 1    | 2    | 3    | 4    | 5    | 6    | 7    | 8    | 9    | 10   | M*   | Summerad poäng | Finalplacering |
| ---------------- | ----- | ---- | ---- | ---- | ---- | ---- | ---- | ---- | ---- | ---- | ---- | ---- | -------------- | -------------- |
| Alejandro Foglia | Laser | 15   | 3    | 28   | 27   | 30   | 6    | 9    | 3    | 5    | 6    | 2    | 106            | 8              |

M = Medaljlopp; EL = Eliminerad – gick inte vidare till medaljloppet;
Damer
| Seglare       | Gren         | Lopp | Lopp | Lopp | Lopp | Lopp | Lopp | Lopp | Lopp | Lopp | Lopp | Lopp | Summerad poäng | Finalplacering |
| Seglare       | Gren         | 1    | 2    | 3    | 4    | 5    | 6    | 7    | 8    | 9    | 10   | M*   | Summerad poäng | Finalplacering |
| ------------- | ------------ | ---- | ---- | ---- | ---- | ---- | ---- | ---- | ---- | ---- | ---- | ---- | -------------- | -------------- |
| Andrea Foglia | Laser radial | 39   | 34   | 37   | 26   | 32   | 40   | 38   | 31   | 33   | 33   | EL   | 303            | 38             |

M = Medaljlopp; EL = Eliminerad – gick inte vidare till medaljloppet;

## Simning
Inom simningen finns bestämda kvaltider i individuella grenar på bana, en Olympic Qualifying Time (OQT) vilken garanterar plats i grenen - dock som mest två simmare per distans - och en Olympic Selection Time (OST) vilken inte garanterar deltagande.
Herrar
- kvalplats (100 m Frisim)